# Joe Manchin

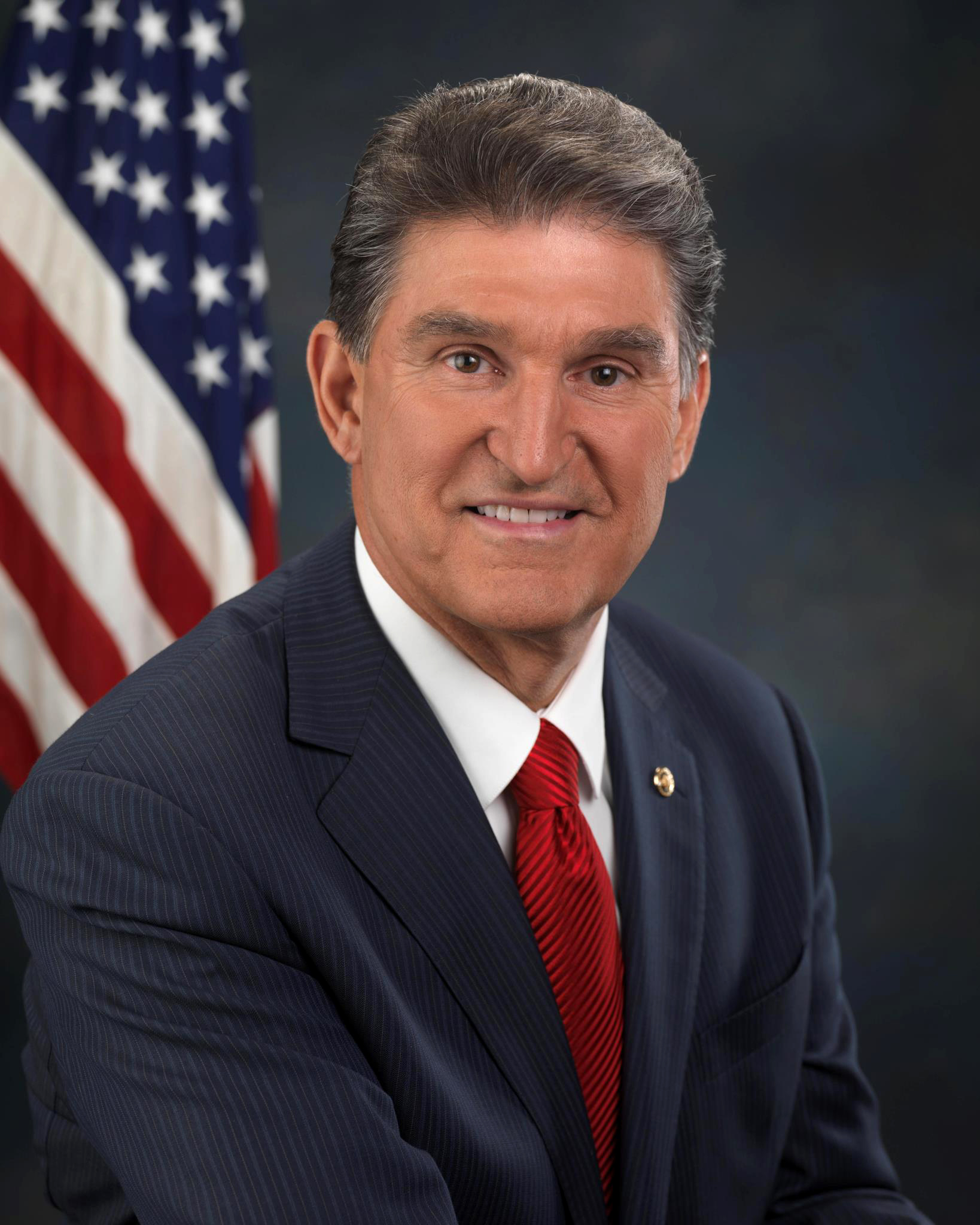
Joe Manchin (2012)

Joseph Anthony „Joe“ Manchin III (* 24. August 1947 in Farmington, West Virginia) ist ein parteiloser amerikanischer Politiker (früher Demokratische Partei). Innerhalb der Demokratischen Partei, die er Ende Mai 2024 verließ, wurde er dem konservativen Flügel zugerechnet. Er gehörte vom 15. November 2010 bis zum 3. Januar 2025 als Vertreter West Virginias dem Senat der Vereinigten Staaten an. Von 2005 bis 2010 übte er das Amt des Gouverneurs in diesem Bundesstaat aus. Manchin ist in der 117. und 118. Wahlperiode (Regierung Biden) Vorsitzender des United States Senate Committee on Energy and Natural Resources. Er war dort Ranking member (Minderheitsführer der Demokraten) in der 116. Wahlperiode (Kabinett Trump I).

## Familie, Ausbildung und Beruf
Joe Manchin ist der Sohn von Mary O. geb. Gouzd und John Manchin und wuchs in der vom Steinkohlenbergbau geprägten Kleinstadt Farmington im Marion County (West Virginia) auf. Die Großfamilie Manchin ist in Wirtschaft und Politik des Countys aktiv. Sein Vater war der Sohn italienischer Einwanderer (ursprünglich Mancini), seine Mutter ist die Tochter tschechoslowakischer Einwanderer. Manchin arbeitete bereits in der Schulzeit im Lebensmittelgeschäft des Großvaters und im Möbelgeschäft des Vaters mit. Dort machte er den größten Teil seines Vermögens, das die NRO opensecrets.org 2018 auf 7,6 Millionen US-Dollar schätzte.
Manchin machte 1965 seinen High-School-Abschluss in seiner Heimatstadt Farmington und nahm im selben Jahr dank eines Footballstipendiums ein Studium an der West Virginia University auf. Wegen einer Knieverletzung musste er seine Sportkarriere aufgeben. Weil ein Feuer 1968 das Möbelgeschäft seiner Familie zerstört hatte, setzte er ein Semester lang für die Wiederaufbauarbeiten aus. Er schloss das College 1970 mit dem Bachelor of Business Administration ab und begann im Familienunternehmen zu arbeiten, unter anderem als Leiter einer Teppichhandlung. Später gründete er das Unternehmen Enersystems, Inc., das im Bereich Kohlebergbau und Kohleverstromung tätig ist.
Joe Manchin und seine Frau Gayle lernten sich im College kennen und heirateten am 5. August 1967. Sie haben zwei Töchter und einen Sohn. Seine Frau war Secretary for the Arts des Bundesstaates.

## Politische Laufbahn

### Aufstieg
Manchin wurde 1982 für den 31. Wahlbezirk ins Abgeordnetenhaus von West Virginia gewählt und gehörte dem Parlament eine vierjährige Legislaturperiode lang an. Am 4. November 1986 siegte er bei einer außerordentlichen Nachwahl im 14. Wahlbezirk des Staatssenats, nachdem der Mandatsinhaber James L. Davis 1985 zurückgetreten war. Im Senat saß er vom 1. Dezember 1986 und nach zwei Wiederwahlen (1988 und 1992) bis 1996 und setzte sich für Reformen in der Sozial- und Gesundheitsversorgung, unter anderem bei Medicaid, ein. Er galt bereits damals als wirtschaftsfreundlich und wurde von Verbraucherschützern kritisiert, setzte sich aber punktuell gegen Verkäufe von öffentlichen Betrieben wie Krankenhäusern ein. Bei der Wahl 1996 bewarb er sich zum ersten Mal um das Amt des Gouverneurs, nachdem Gaston Caperton wegen Amtszeitbegrenzung nicht mehr hatte antreten dürfen. Manchin verlor in der parteiinternen Vorwahl jedoch knapp gegen Charlotte Pritt, die als linke Kandidatin von den Gewerkschaften unterstützt wurde, während Manchin als konservativer Kandidat von Wirtschaftsverbänden, NRA und Pro-Life-Gruppen getragen wurde. Pritt unterlag bei der Hauptwahl dem Republikaner Cecil H. Underwood, den Manchin dabei unterstützte, was ihm anhaltende Kritik aus seiner eigenen Partei einbrachte. Er selbst verzichtete im Jahre 2000 zugunsten seines Parteifreundes Bob Wise darauf, erneut als Gouverneur anzutreten, und wurde stattdessen zum Secretary of State West Virginias gewählt. Dieses Amt hatte von 1977 bis 1985 schon sein Onkel James Manchin innegehabt. Er selbst orientierte das Amt in Richtung Bürgerservice und kämpfte gegen die zunehmende Wählerabstinenz.

### Gouverneur von West Virginia
2004 trat Manchin erneut zur Gouverneurswahl an und gewann mit großem Vorsprung gegen den Republikaner Monty Warner. Neben Wirtschaftsverbänden unterstützten Manchin dabei auch zahlreiche Gewerkschaften, was seinen Hauptprogrammpunkt unterstützte, er setzte sich unideologisch für die Schaffung von Arbeitsplätzen ein. Manchin wurde am 17. Januar 2005 als erster Katholik und erster Italoamerikaner in sein Amt eingeführt. In seiner Gouverneurszeit wurden unter anderem die Staatsverschuldung reduziert und die Arbeiter-Unfallversicherung privatisiert, was ihm hohe Zustimmungswerte einbrachte. Anfang des Jahres 2006 kam es zu einigen schweren Minenunfällen, bei denen insgesamt 16 Bergleute ums Leben kamen. Am 1. Februar 2008 ordnete der Gouverneur einen vorübergehenden Stopp der gesamten Kohleproduktion in seinem Land an, bis alle Minen auf ihre Sicherheit überprüft waren (sein Onkel war 1968 bei einem Grubenunglück in Farmington gestorben). Bei der Gouverneurswahl am 4. November 2008 setzte er sich mit knapp 70 Prozent der Stimmen gegen den republikanischen Staatssenator Russ Weeks für eine zweite Amtszeit durch. Manchin hatte in Umfragen hohe Beliebtheitswerte, war Mitglied zahlreicher Gouverneursvereinigungen und 2010 Präsident der National Governors Association. Als Gouverneur kümmerte sich Manchin intensiv auch um kleine Angelegenheiten, etwa die Pünktlichkeit der Züge, weshalb sein Regierungsstil mit dem eines Kleinstadtbürgermeisters verglichen wurde.

### Erste Amtsperiode als Senator
Nach dem Tod Robert Byrds Ende Juni 2010, der seit 1959 US-Senator für West Virginia gewesen war, oblag es Manchin, einen Nachfolger zu ernennen. Er entschied sich für den 36-jährigen Juristen Carte Goodwin, der Byrds Platz allerdings nur bis zu einer Nachwahl einnehmen sollte. Da der Gouverneur aufgrund der Verfassung von West Virginia nicht noch einmal für sein Amt kandidieren konnte, gab es sofort Spekulationen, wonach Manchin selbst an dem Senatssitz interessiert sei; Manchin gab am 20. Juli 2010 seine Kandidatur für die Nachwahl im November bekannt. In der Vorwahl seiner Partei setzte er sich gegen den damals 95-jährigen, weiter links stehenden Ken Hechler durch, der aus Protest gegen das in West Virginia verbreitete Mountaintop Removal Mining angetreten war. Manchin traf in der Hauptwahl auf den Republikaner John Raese, einen Geschäftsmann, der zuvor sowohl gegen Robert Byrd als auch gegen West Virginias zweiten Senator, Jay Rockefeller, jeweils einmal bei einer Wahl unterlegen war. Obwohl Manchin als sehr populär in seinem Staat galt, deuteten die Umfragen zeitweise auf einen knappen Ausgang hin. Er gewann vergleichsweise deutlich mit 54 Prozent der Stimmen.
Manchin trat sein Mandat als Senator am 15. November 2010 an. Unmittelbar zuvor war sein bisheriger Vizegouverneur in West Virginia, Earl Ray Tomblin, als neuer Gouverneur vereidigt worden. Manchin gehört im Senat den Ausschüssen für die Bewilligung von Bundesmitteln, für die Nachrichtendienste, die Veteranenangelegenheiten sowie Energie und natürliche Ressourcen an.
Bei der regulären Senatswahl 2012 trat Manchin erstmals für eine volle Mandatszeit an. Er traf in der Hauptwahl wiederum auf den Republikaner Raese und schlug ihn mit 61 Prozent der Wählerstimmen und 24 Prozentpunkten Vorsprung, während gleichzeitig Barack Obama bei der Präsidentschaftswahl den Bundesstaat mit 27 Prozentpunkten Rückstand verlor. Nachdem Manchin wiederholt seine Unzufriedenheit mit der gegenseitigen parteipolitischen Blockade im Senat geäußert hatte, erwog er 2015, Washington zu verlassen und sich bei der Gouverneurswahl 2016 erneut für sein früheres Amt zu bewerben. Nachdem der früher verlässlich demokratisch wählende Bundesstaat West Virginia sich seit dem Jahr 2000 immer stärker in Richtung einer republikanischen Hochburg gewandelt und Donald Trump bei der Präsidentschaftswahl 2016 mit 42 Prozentpunkten Vorsprung vor Hillary Clinton gewonnen hatte – sein zweitbestes Ergebnis überhaupt in einem Bundesstaat –, war Manchin einer der letzten verbliebenen hochrangigen Politiker der Demokraten in diesem Bundesstaat. Die Republikaner rechneten sich gute Chancen aus, seinen Senatssitz 2018 übernehmen zu können.

### Zweite Amtsperiode als Senator
Nach längerem Zögern gab Manchin am 23. Januar 2018, wenige Tage vor dem Ablauf der Einreichungsfrist, seine erneute Kandidatur für das Senatsmandat bei der Wahl im November 2018 bekannt. In der Vorwahl der Demokraten setzte sich Manchin mit 70 zu 30 Prozent der Wählerstimmen gegen die linke, von Bernie Sanders unterstützte Umweltaktivistin Paula Jean Swearengin durch. Manchin wurde von Gewerkschaften wie auch von Wirtschaftsverbänden unterstützt.
In der Vorwahl der Republikaner am 8. Mai 2018 traten der bisherige Attorney General West Virginias, Patrick Morrisey, der Kongressabgeordnete Evan Jenkins und der frühere Kohleunternehmer Don Blankenship an, der wegen nicht eingehaltener Sicherheitsvorkehrungen und eines daraus entstandenen Grubenunglücks mit 29 Toten ab 2015 ein Jahr lang in Haft war. Dabei setzte sich Morrissey durch und trat bei der Hauptwahl im November 2018 gegen Manchin an. Die Politikwebsite Sabato’s Crystal Ball stufte das Rennen um den Senatssitz nach dem Vorwahlergebnis als völlig offen („toss up“) ein. Die Demokraten hatten hauptsächlich gegen Jenkins Wahlkampf gemacht; Morrisey, der bei der Wahl 2000 in New Jersey für den Kongress angetreten war und als Lobbyist in Washington gearbeitet hatte, galt als der schwächere Kandidat. Blankenship ließ nach seiner Niederlage erklären, er werde sicherstellen, dass Morrisey nicht Senator werde, und dafür sorgen, dass der „korrupte Carpetbagger“ die Republikanische Partei nicht „zur Geisel nehme“ – er kündigte an, bei der Senatswahl selbst für eine Splitterpartei (Constitution Party) anzutreten.
Die lange große Zufriedenheit vieler Wähler mit Manchin sank laut einer Umfrage im ersten Quartal 2018 um 17 Prozentpunkte auf 43 Prozent Zustimmung (gegenüber 44 Prozent Ablehnung), nachdem Präsident Trump, obgleich persönlich mit dem Senator befreundet, sich gegen Manchins Wiederwahl ausgesprochen hatte. Nach verbesserten Umfragewerten im Juli 2018 sahen Beobachter Manchin wieder als leichten Favoriten. Aus den Wahlen am 6. November 2018 ging Manchin als Sieger mit einem Anteil von 49,5 Prozent der abgegebenen Stimmen hervor.
Im Januar 2019 berichteten Medien, dass Manchin über eine erneute Kandidatur als Gouverneur West Virginias im Jahr 2020 nachdenke.
Im Verlauf seiner Amtszeit als Senator erhielt Manchin fast 1,8 Mio. US-Dollar vom familiengeführten Kohleunternehmen Enersystems Inc.
Nach der Senatswahl 2020 war der Senat mit jeweils 50 Republikanern und Demokraten besetzt, wobei die Demokraten mit Vizepräsidentin Kamala Harris bei Gleichstand die entscheidende Stimme erhielten. Manchin kam in dieser Situation eine entscheidende Stellung zu, da er zwar Demokrat ist, jedoch einen der konservativsten Staaten der USA vertritt. Donald Trump erhielt in West Virginia 2020 sein zweitbestes Ergebnis aller Bundesstaaten. Manchin erhielt, insbesondere bezüglich des geplanten Konjunkturpaketes der Biden-Administration und der diskutierten Abschaffung des Filibuster im Senat, erhebliche mediale Aufmerksamkeit.
Bereits im ersten Amtsjahr von Präsident Biden verweigerte Manchin diesem in entscheidenden Fragen seine Unterstützung. Er war einer von sieben demokratischen US-Senatoren, die gemeinsam mit den Republikanern im Februar 2021, wenige Wochen nach Joe Bidens Amtseinführung, ein Verbot des Hydraulic Fracturing blockierten. Danach scheiterte die geplante Einführung eines landesweiten Mindestlohns von 15 US-Dollar an Manchin, und im Dezember verweigerte er als einziger demokratischer Senator dem wichtigsten Projekt der Regierung, einem 1,75 Billionen Dollar umfassenden Sozial- und Konjunkturprogramm seine Zustimmung. Gegen das Gesetzesvorhaben hatte sich unter anderem die Pharma-Lobby gewandt, von der Manchin finanziell unterstützt wird.
Bei der entscheidenden Abstimmung im Senat am 7. April 2022 stimmte Manchin für die von Biden für die Nachfolge Stephen Breyer im Supreme Court nominierte Kentanji Brown Jackson.
Im November 2023 gab Manchin bekannt, bei den Senatswahlen im darauffolgenden Jahr nicht erneut kandidieren zu wollen. Zu seinem Nachfolger wurde der Republikaner Jim Justice gewählt.
Im Mai 2024 gab er seinen Austritt aus der Demokratischen Partei bekannt.

## Positionen
Manchin gilt als zentristischer Politiker, der häufig mit den Abgeordneten der Republikanischen Partei stimmt und deshalb von Linken innerhalb der Demokraten kritisiert wird. Unmittelbar nach Manchins Wahl in den US-Senat 2010 waren Gerüchte laut geworden, er plane einen Wechsel zur Republikanischen Partei. Dazu hatte auch seine unverhohlene Kritik an Präsident Barack Obama beigetragen. Manchin ließ jedoch von einem Sprecher erklären, dass er ein lebenslanges Mitglied der Demokraten sei und es keinen Parteiwechsel geben werde. Vor der Präsidentschaftswahl 2012 hatte er offengelassen, ob er Obama oder den republikanischen Kandidaten Mitt Romney wählen würde, und im Jahr 2012 im Stimmverhalten mit etwa 15 Prozent die größte Abweichung aller demokratischen Senatoren zu Obama gezeigt. Manchin kritisierte Obama insbesondere für seine – im kohlereichen West Virginia weithin als schädlich angesehene – Energiepolitik und den damaligen Fraktionsvorsitzenden der Demokraten im US-Senat, Harry Reid, für den Stillstand in der Gesetzgebungsarbeit. Nachdem die Republikaner 2014 die Mehrheit im Senat errungen hatten, warben sie erneut vergeblich um Manchin.
Insbesondere gesellschaftspolitisch gilt Manchin als konservativ. So setzte er sich bis zuletzt gegen die Anerkennung der gleichgeschlechtlichen Ehe ein und stimmte gegen die Aufhebung der Richtlinie Don’t ask, don’t tell für die US-Streitkräfte. Er hat sich entgegen der Parteilinie stets gegen Schwangerschaftsabbruch eingesetzt („Pro-Life“). 2010 erhielt Manchin die Unterstützung der üblicherweise republikanisch geneigten United States Chamber of Commerce. Bei den Wahlen 2010 und 2012 wurde Manchin auch vom Waffenlobby-Verband National Rifle Association (NRA) unterstützt; sie gab ihm die Bestnote A. Nach dem Massaker an der Sandy-Hook-Grundschule brachte Manchin gemeinsam mit dem republikanischen Senator Pat Toomey Anfang 2013 eine Gesetzesinitiative ein, die eine Persönlichkeitsüberprüfung bei Waffenkäufen („background checks“) forderte. Daraufhin attackierte ihn die NRA in Werbefilmen und versuchte ihn einzuschüchtern. Nachdem der Gesetzesvorschlag gescheitert war, beendete die NRA ihre finanzielle Unterstützung für Manchin. Vor den Senatswahlen 2018 startete die NRA eine Anzeigenkampagne gegen ihn. Im Rating der NRA fiel er von „A“ im Jahr 2012 auf „D“ (der zweitschlechteste Grad).
Manchin traf sich seit 2016 mehrfach mit Donald Trump und war nach dessen Wahlsieg 2016 für dessen Kabinett im Gespräch. Er lobte Trumps protektionistische Politik und stimmte für die meisten der Personalvorschläge Trumps, die im US-Senat bestätigt werden mussten, auch bei politisch umstrittenen Personen wie dem Supreme-Court-Richter Neil Gorsuch und dem Außenminister Mike Pompeo. Laut FiveThirtyEight stimmte Manchin (Stand April 2018) in über 60 Prozent der Senatsentscheidungen mit den Republikanern. Entsprechend der Mehrheit der Einwohner West Virginias und gegen die Parteilinie entschied sich Manchin nach langem Zögern im Oktober 2018, den von Präsident Trump nominierten und wegen unbewiesener Belästigungsvorwürfe umstrittenen Supreme-Court-Kandidaten Brett Kavanaugh bei dessen Senatsbestätigung zu unterstützen, was seine eigenen Anhänger empörte.
Nachdem die Demokraten die Nachwahlen in Georgia gewonnen und auch die Mehrheit im Senat errungen hatten, forderten viele Parteilinke die Abschaffung des aus ihrer Sicht obstruktiven Filibuster-Verfahrens. Es ermöglicht der Oppositionspartei im Senat, durch Dauerreden die Abstimmung über Gesetzesvorschläge und damit diese selbst zu verzögern oder zu stoppen. Diese Regelung wurde von den Demokraten aber noch in den letzten 4 Jahren, als die Republikaner an der Macht waren, verteidigt. Manchin sprach sich jedoch für eine Beibehaltung des Filibusterns aus.
Am 19. Dezember 2021 gab Manchin bekannt, dass er Bidens billionenschwerem „Build-Back-Better“-Gesetzespaket nicht zustimmen werde, obwohl es zuvor bereits um mehr als die Hälfte gekürzt worden war, um Manchins Zustimmung und die seiner Senatskollegin Kyrsten Sinema zu gewinnen. Aufgrund der Patt-Situation im Senat wären ihre Stimmen für eine Verabschiedung des umfangreichen Sozial- und Klimapakets im vor Filibuster geschützten Reconciliation-Verfahren erforderlich gewesen, das Bidens wichtigstes Projekt in seinem ersten Amtsjahr war. Manchin begründete seine Ablehnung mit drängenderen Problemen wie der Corona-Pandemie und der steigenden Inflation, die vordringlich zu lösen seien.
Die Programme sehen auch Klimaschutzmaßnahmen vor. Manchin hatte sich in der Vergangenheit gegen (von ihm als „war on coal“ bezeichnete) Maßnahmen ausgesprochen. Die Kohleindustrie spiele in seinem Heimatstaat West Virgina weiterhin eine große Rolle. Manchin zeigte sich im Dezember 2021 bereit, wesentliche Teile des Build Back Better-Programmes zu unterstützen. Die Verhandlungen mit dem Weißen Haus gerieten allerdings im Januar 2022 ins Stocken.
Am 15. Juli 2022 äußerte Biden, wenn der US-Senat die Klimakrise nicht angehe, werde er alleine handeln (d. h. den Klimanotstand ausrufen). 
US-Senator Martin Heinrich (Demokraten, New Mexico) nannte Manchins Handeln empörend und fragte, ob Manchins Vorsitz im United States Senate Committee on Energy and Natural Resources noch angemessen sei.
Am 28. Juli 2022 erklärte Manchin zur Überraschung vieler nach langem Widerstreben seine Unterstützung für das „Build-Back-Better“-Gesetzespaket, dessen Umfang zuvor deutlich reduziert worden war.
Im Dezember 2022 stimmte er als einziger Demokrat gegen die Lohnfortzahlung im Krankheitsfall.